# Еллен Кей
Кей Еллен Кароліна Софія (швед. Ellen Karolina Sofia Key; 11 грудня 1849 — 25 квітня 1926) — шведська громадська діячка, письменниця, публіцист, феміністка, педагог, прихильниця вільного виховання; засновниця Шведського робітничого інституту в Стокгольмі. Її погляди дістали широку міжнародну підтримку, мали значний вплив на діяльність прихильників «нового виховання».

## Діяльність
Популярність Еллен Кей одержала на початку ХХ століття завдяки працям про виховання дітей та про становище жінок у світі.
В основу педагогічного процесу вона клала особистий досвід дитини, її інтереси та самостійність, критикуючи стару школу, її методи, і закликаючи дорослих поважати дитину. Вона критикувала стару і сучасну на той момент школу як таку, що губить дитячі душі і вбачала мету шкільної освіти не в передаванні суми знань, а в загальному розвитку дитини, формуванні допитливості, дослідницького ставлення до світу, уміння спостерігати і вивчати його, застосовувати знання на практиці тощо.
На її думку, мета освіти повинна полягати у формуванні людини «з новими думками і вчинками».
Еллен Кей також пропагувала ідею повернення жінок до ролі хранительки домівки в ім'я збереження сім'ї і повноцінного виховання дітей.
Еллен Кей закликала громадськість до руху за єдину школу, спільне навчання хлопчиків і дівчаток, зв'язок школи із життям, за глибоку індивідуалізацію навчання, різноманітність форм і методів навчальної роботи, скорочення занять до мінімуму, введеня 5-ти денного робочого тижня.

## Вибрані твори
- «Індивідуалізм і соціалізм»
- «Зображення думки»
- «Дитячий вік»
- «Нейтралітет душі»
- «Любов і шлюб»